# スカイブリッジ (お笑いコンビ)
スカイブリッジとは、たけとユウキャンからなるお笑いコンビ。
2015年11月3日に結成。関西国際空港のお膝元である大阪府泉南郡田尻町を拠点に活動しているが、田尻町以外の大阪府内にも活動の幅を広げている。
コンビ名は田尻スカイブリッジに由来。
ラヂオきしわだでレギュラー番組「スカイブリッジとスカイハイ！」のパーソナリティーを務める。
M-1グランプリの最高成績は1回戦出場。

## メンバー
たけ（1995年5月14日 - ）
ボケ担当。料理人。立ち位置は向かって左。猫を飼っている。また、手作りのお菓子を馴染みのお店に卸しており、好評であるとのこと。漫才時に付けている彼の蝶ネクタイはオーダーメイド。
ユウキャン（1995年6月3日 - ）
ツッコミ担当。立ち位置は向かって右。極端な偏食で、ラーメンしか食べていない印象を持たれる。天然パーマがトレードマークで、よくハットをかぶる。昆虫が好き。

## 経緯
たけ、ユウキャンは幼稚園時代からの幼馴染。中学時代の文化祭で出し物に漫才をしてみないかと教師に勧められ、お互いに別々のコンビを結成し披露した。中学三年生の冬、ユウキャンは同級生の女の子とコンビを組み、田尻町の「たじりハートフルコンサート(以下ハートフル)」の幕間に漫才を披露。その後、彼らは別々の高校に進学した。その間も、ユウキャンは別の同級生とコンビを組み地元のイベントなどで漫才の活動を行い、たけは自身の高校の文化祭で自ら脚本・演出を手がけた「新喜劇」を披露。座長としてその名を学校に轟かせた。そのようにそれぞれ別のお笑いの活動を行っていた。彼らが初めて同じグループとして表舞台に立ったのは平成25年の11月3日に田尻町で行われた田尻町町制施行60周年記念事業「にんぎゃこい広場」である。当時は4人組で活動しており、それがふたりが揃うデビューとなる。同イベントで田尻町のゆるキャラ「たじりっち」も初めてのお披露目となる。そこから年に一度のハートフルには必ず参加。暫くして4人組は解消。3人組の期間を経て、たけとユウキャンのみで構成された「笑人。（わらんちゅ。）」を結成。コンビとしてハートフルに出演。そして2015年、コンビ名を「スカイブリッジ」に改めコンビとして活動を始める。

## 由来
田尻スカイブリッジは田尻町で一番高い建造物であり、漁業が盛んな田尻漁港を跨いでいることから「田尻を股に掛け、田尻町の一番高い所、てっぺんを目指す」という意味だが、これは後付けの設定で、実際は田尻町のシンボルを付けたものとなっている。

## 活動
泉州を盛り上げるためにイベントや行政の行事に参加。漫才、司会を主としており、その他イベントの運営の手伝いから企画まで行っている。また、根本的に盛り上げることが目的にあるため自身らが出演しなくとも、オーディエンス、客として参加することもある。
どの芸能事務所にも所属しないフリーランスの活動であるため、営業そのものも彼らの活動であるゆえに様々な媒体で、スカイブリッジをプレゼンしている。

### スカイブリッジ通信
年に4回発行しているスカイブリッジの情報が掲載されたフリーペーパー。新聞風のデザインになっており四季の出演イベントのレポートや、今後の宣伝、告知を記している。
また、その他田尻町にある団体の活動を宣伝したりすることもある。
配布地域は田尻町の1500世帯、阪南市の2000世帯。各イベントで置きチラシとしていたり、手渡ししたりしている。田尻町に配布する分はスカイブリッジのふたりだけでポスティングしている。

### 公式スカイブリッジ(YouTube)
彼らのYouTubeチャンネル。イベントで披露したネタの動画と泉州のスポット・イベントをリポートする番組形式の「スカイブリッジYouTube企画」を投稿。ちなみに「スカイブリッジ」のみでYouTubeで検索すると、建造物のほうが出てきがち。また、映像媒体ではツイキャスやラインライブ、IGTVなども行っている。

### Take's kitchen
月に1度開催するたけを中心としたイベント。主にレンタルスペースを一日限定のレストランとし、たけオリジナルの料理を振るまっている。メニューの考案、フライヤーから価格の設定までたけがすべてこなしている。ユウキャンはその日、サービススタッフ。また、インスタグラムに投稿した告知のみで当イベントを知って来店した人もいる。完全予約制となっている。

### スカイブリッジとスカイハイ！
ラヂオきしわだにて、2018年11月からスタートしたスカイブリッジ初のレギュラー番組。泉州のおもしろスポットや人物を紹介、PRするトーク中心の番組。

## 主な出演イベント
ここでは、主に地域団体や企業が運営するイベントの出演情報を記載している。
下記以外にも、ライブハウスでの漫才、個人からの依頼として結婚式の余興や懇親会のMCなども務める。
- たじりハートフルコンサート（田尻町）
- 公民館まつり（田尻町）
- 還暦の集い（田尻町）
- 田尻ヨットハーバーサンセットライブ（田尻町）
- TKC(田尻軽音楽クラブ)主催 大ライブ　(田尻町)
- 敬老会（田尻町）
- 夏季地域安全大会（田尻町）
- 泉南マルシェ（泉南市）
- 夏フェス in マーブルビーチ（阪南市）
- サザンピア HANABIナイト（阪南市）
- 第七回 さくらまつり in 助松公園（泉大津市）
- 関西聖地霊園 藤棚まつり（泉佐野市）
- 第13回 送り火夕涼み会（泉佐野市）
- とっておきの音楽祭 in りんくう Osaka （泉佐野市）
- 大阪北部地震被災地支援ライブ（泉佐野市）
- 第6回ボランティアフェスティバル（泉佐野市）
- KITフェスティバル（泉佐野市）
- スカイブリッジ主催 笑フェスplus  (泉佐野市)
- 葵町納涼盆踊り大会（泉佐野市）
- 第15回泉州YOSAKOI ゑぇじゃないか祭り（泉佐野市）
- 子ども食堂「キリンの家」オープニングセレモニー（泉佐野市）
- 第2回泉佐野商工まつり（泉佐野市）
- オリーブコーポレーション1周年記念特別会
- 大阪芸術大学 人権問題論 授業（河南町）
- あなたは知っていた!?北海道(道東エリア)の味ツアー（天王寺）
- M-1グランプリ2018 1回戦
- FRE ROCK フェス 2018 (浪速区)
- 第19回 ナンジャン (住吉区)
- 田尻中学校　職業体験　2023年

## メディア出演
- スカイブリッジとスカイハイ！（ラヂオきしわだ）レギュラー
- 白畑優子の心のビタミン（ラヂオきしわだ）
- くみくみのマイフレンド（ラヂオきしわだ）
- むんむのやってるデー！フライデー！（ラヂオきしわだ）
- わかちゃんのなんでもラジオ（ラヂオきしわだ）
- おしゃべりカフェ Sparkling Smile （ラヂオきしわだ）
- ANNと翔の楽しみタイト（ラヂオきしわだ）
- AZUSAのPrecious memory（ラヂオきしわだ）
- 燦燦ミュージック（ラヂオきしわだ）
- 酒瀬川みほのHappy music（ラヂオきしわだ）
- りつ子のスイーツタイム（ラヂオきしわだ）
- 2018年10月祭礼　だんじり特番（ラヂオきしわだ）
- 鳥ちゃんのご縁に乾杯!（ゆめのたね）
- 情熱大陸への道（FM GIG）
- 南港サンセット.tv　(ネット番組)
- じもとのちから　(ネット番組)
- Amusing4のAmazingなTV（ネット番組）
- おかあさんチョット新聞 2018年11月号
- Swing 2018年12月号 スクウェア・特集
- 田尻町議会だより たじりの風 Vol.117